# آلبرتا (میشیگان)
آلبرتا (به انگلیسی: Alberta) یک منطقهٔ مسکونی در ایالات متحده آمریکا است که در میشیگان واقع شده است. آلبرتا ۴۰۱ متر بالاتر از سطح دریا قرار دارد.